# Ilse Kubaschewski
Ilse Kubaschewski (née le 18 août 1907 à Berlin, mort le 30 octobre 2001 à Munich) est une productrice et distributrice de cinéma allemande.

## Biographie
Elle est la fille d'un facteur et d'une musicienne d'accompagnement des films muets. En 1931, elle entre comme sténotypiste à la Siegel-Monopol-Filmverleih. Elle fait peu à peu sa place dans le cinéma berlinois et épouse en 1938 Hans Kubaschewski, producteur de l'UFA.
En 1945, elle s'installe à Munich et ouvre avec Ludwig Waldleitner une salle de cinéma à Oberstdorf. En 1949, ils fondent la société de production Gloria. Durant les années 1950, elle inonde l'Allemagne de films de divertissement.
Ilse Kubaschewski est alors la seule représentante de l'Allemagne de la Republic Pictures et possède aussi de 1953 à 1962 la société de production Divina.
Elle privilégie les Heimatfilm et les films romantiques. Pour elle, des personnages sympathiques, de la musique et une fin heureuse sont indispensables.
L'attirance du public au cours des années 1960 avec du sexe et de la violence et l'émergence du nouveau cinéma allemand ne répond plus à ces exigences. En 1974, elle vend la majorité qu'elle détient de Gloria à Barny Bernard et conserve la salle de cinéma à Munich.

## Filmographie
- 1953: Ave Maria
- 1954: 08/15
- 1955: 08/15 s'en va-t-en-guerre
- 1955: 08/15 Go Home
- 1956: Die Trapp-Familie
- 1957: La Nuit quand le diable venait
- 1958: Le Médecin de Stalingrad
- 1958: Die Trapp-Familie in Amerika
- 1959: Alle lieben Peter
- 1959: Arzt ohne Gewissen
- 1960: Faust
- 1961: Le Rêve de Lieschen Müller
- 1969: Les petites chattes sont toutes gourmandes
- 1970: Wenn die tollen Tanten kommen
- 1970: Quand les profs s'envolent
- 1974: Einer von uns beiden

## Source de la traduction
- (de) Cet article est partiellement ou en totalité issu de l’article de Wikipédia en allemand intitulé « Ilse Kubaschewski » (voir la liste des auteurs).